# Autogire planeur

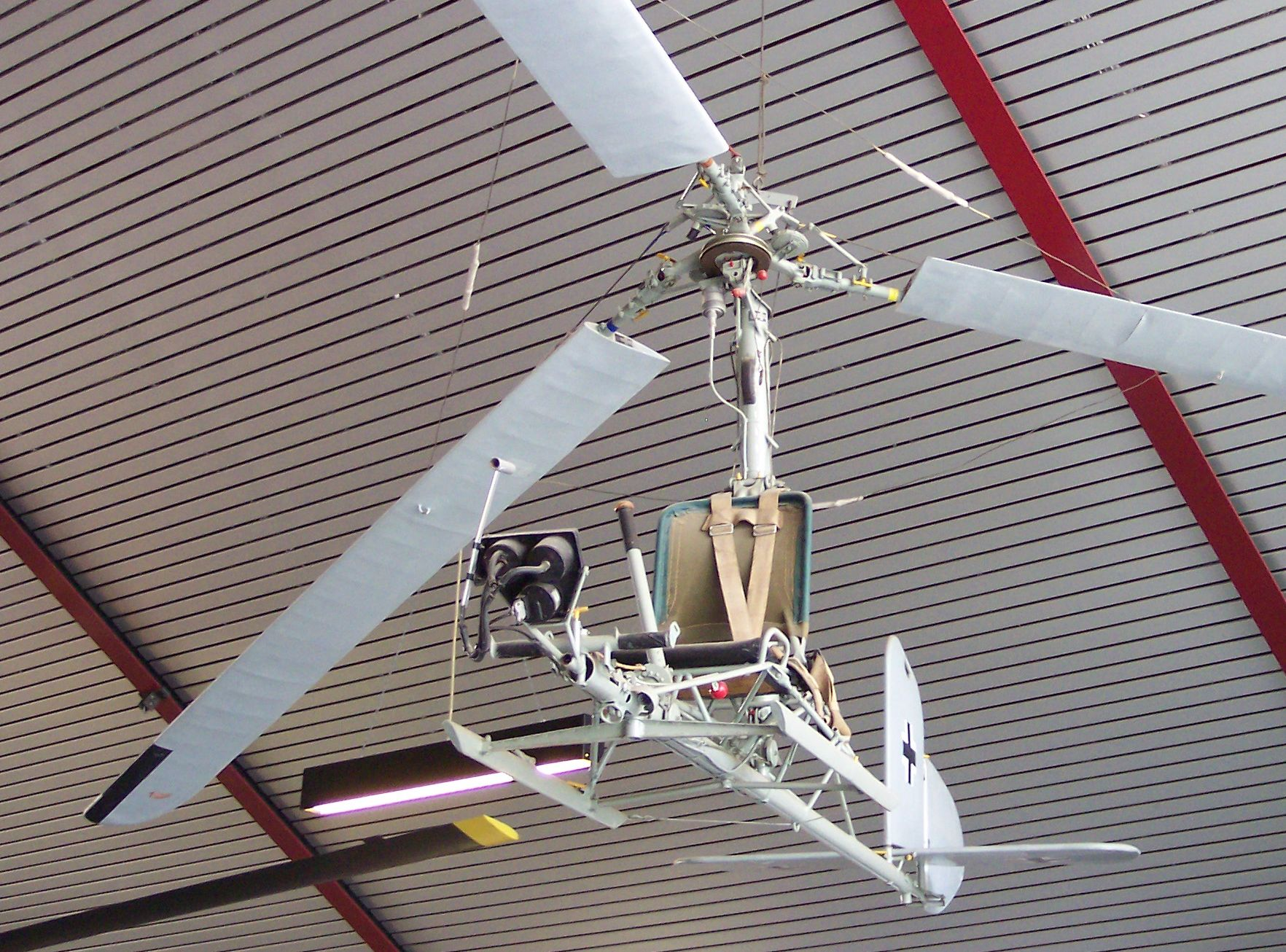
Un autogire planeur Focke-Achgelis Fa 330, exposé au National Museum of the United States Air Force à Dayton, dans l'Ohio, aux États-Unis.

Un autogire planeur, désigné en anglais « rotor kite » ou « gyrokite », est un aéronef à voilure tournante dépourvu de moteur. Comme un hélicoptère ou un autogire, il se sert de la portance produite par un ou plusieurs rotors afin de se maintenir en vol. À l'inverse toutefois des hélicoptères, les autogires planeurs n'ont pas de moteur pour entraîner leurs rotors, et à l'opposé d'un autogire conventionnel, l'autogire planeur ne possède pas de système de propulsion lui permettant d'avancer horizontalement. Son seul moyen de créer un vent relatif permettant de maintenir la rotation du rotor principal est d'être largué depuis un point élevé, d'être remorqué par un véhicule ou un navire, ou de se servir des courants d'air environnants pour se maintenir en vol, à la manière d'un planeur conventionnel.
À l'heure actuelle (2025), aucun pays du monde ne demande de licence particulière pour piloter un tel appareil. Un entraînement correct reste toutefois nécessaire et fortement recommandé pour le maniement de ces appareils, comme de tous les aéronefs en général.

## Histoire
À Glasgow, en Écosse, Thomas Ansboro parvint à mettre au point une première esquisse d'un autogire planeur dès 1891, puis déposa un brevet concernant sa nouvelle invention. En 1909, Walter Van Wie déposa également un brevet à propos d'un « cerf-volant rotatif » (en anglais : « revolving kite »), déclarant « certaines améliorations nouvelles et utiles » dans ce domaine. Le 11 juillet 1933, De Courcy et Schwartz déposèrent également un brevet dans la catégorie « cerfs-volants ». Le 1er août 1936, Carl B. Chupp déposa également un brevet pour un « système aérien ».
La recherche dans le domaine des autogires planeurs fut approfondie en particulier pendant la Seconde Guerre mondiale, et un modèle en particulier, le Focke-Achgelis Fa 330, entra en service actif, étant remorqué par les U-boote allemands et leur servant de plateforme d'observation à longue distance. Au Royaume-Uni, Raoul Hafner (en) conçut le Rotachute comme moyen de déploiement des parachutistes, et une version plus grande, le Rotabuggy, comme moyen d'expédier une Jeep directement par la voie des airs. Toutefois, aucune de ces idées ne dépassa le stade des expérimentations. Une idée similaire pour parachuter un char de combat, elle, ne dépassa même pas l'étape de la planche à dessin.
Pendant les années 1950, les autogires planeurs furent développés comme aéronefs de loisirs, essentiellement grâce aux efforts du Dr Igor Bensen (en) aux États-Unis, dont la Bensen Aircraft Corporation (en) produisit une série d'appareils du type, alors nommés « gyrogliders » (en français : « gyroplaneurs ») par Bensen. Ils étaient vendus sous forme de plans ou en kits à construire soi-même, démarrant avec le Bensen B-5 (en) et culminant avec le B-8, à la fin de la décennie. Les concepts de Bensen devinrent si emblématiques que le terme gyroglider est parfois utilisé pour désigner n'importe-quel autogire planeur, sans distinction de son fabricant. En 1968, un B-8 — alors redésigné « Bensen X-25A » — fut évalué par l'US Air Force comme « Discretionary Descent Vehicle » (« véhicule de descente discret »), afin de fournir aux pilotes une alternative plus contrôlable au simple parachute après s'être éjectés d'un avion endommagé au-dessus du territoire ennemi.

## Modèles d'autogires planeurs

### Pilotés
- Bensen Aircraft Corporation (en)[1] :
  - Bensen B-5 (en)
  - Bensen B-6 (en)
  - Bensen B-7 (en)
  - Bensen B-8
- Focke-Achgelis :
  - Focke-Achgelis Fa 330 Bachstelze

### Sans pilote
- Sky Chopper
- Sky Windpower[10]

### Magazines
- (en) Devon Francis, « He Rides a Kite », Popular Science, Bonnier Corporation, vol. 165, no 1,‎ juillet 1957 (ISSN 0161-7370, présentation en ligne, lire en ligne).